# Actinanthella wyliei
Actinanthella wyliei är en tvåhjärtbladig växtart som först beskrevs av Thomas Archibald Sprague, och fick sitt nu gällande namn av D. Wiens. Actinanthella wyliei ingår i släktet Actinanthella och familjen Loranthaceae. Inga underarter finns listade i Catalogue of Life.